# Mad Bull
《Mad Bull》은 2008년에 발매된 디지의 첫 번째 싱글 음반이다. 이 노래는 이명박 정부와 미국산 쇠고기 사태에 대한 비판으로 눈길을 끌기도 했다.
※ 청소년에게 유해한 가사가 포함되어 있어 19세 미만은 청취가 불가능하다.